# Overton Brooks

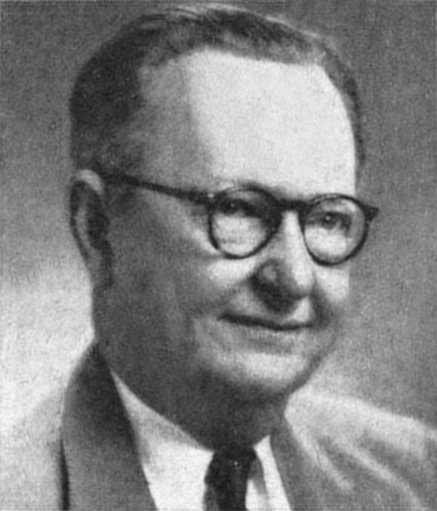
Overton Brooks, 1955

Thomas Overton Brooks (* 21. Dezember 1897 in Baton Rouge, Louisiana; † 16. September 1961 in Bethesda, Maryland) war ein US-amerikanischer Politiker. Er vertrat den Bundesstaat Louisiana als Abgeordneter im US-Repräsentantenhaus.

## Leben
Brooks war der Sohn von Claude M. Brooks und dessen Frau Penelope (geborene Overton). Er besuchte die öffentliche Schule Baton Rouge geboren. Während des Ersten Weltkriegs trat er in das „6th Field Artillery Regiment“. Hier diente von 1918 bis 1919 er in einer Einheit der ersten Division. Nach dem Krieg studierte er Rechtswissenschaften und machte 1923 sein Diplom an der Louisiana State University. Anschließend arbeitete er als zugelassener Anwalt und eröffnete eine Kanzlei in Shreveport, Caddo Parish. Brooks heiratete am 1. Juni 1932 Mollie (geborene Meriwether), eine Tochter von Minor Meriwether und dessen Frau Anne Finley (geborene McNutt) aus Shreveport. Sie hatten eine gemeinsame Tochter namens Laura Anne (1936–1994).
Brooks diente von 1947 bis 1958 in dem U.S. House Committee on Armed Services und wurde der erste Vorsitzende des neu gebildeten House Space Committee (später Science and Astronautics). Als Vorsitzender war er an der Entwicklung eines eher zivilen, als eines militärischen Raumfahrtprogramms beteiligt. Am 4. Mai 1961 sandte sein Ausschuss ein Memo zu diesem Thema an Lyndon B. Johnson, den Vizepräsidenten von John F. Kennedy. Die Ansprache des Präsidenten zum Apollo-Programm erfolgte einige Wochen später.
Während seiner Zeit im Armed Services Committee war Brooks Unterstützer der Veteranen. Das „Veterans’ Medical Center“ in Shreveport wurde später nach ihm benannt.
Er war Präsident des National River and Harbor Congress und ein früher Befürworter der Idee, dass der südliche Red River von Shreveport bis nach Alexandria schiffbar gemacht werde sollte. Sein populärer Nachfolger Joe Waggonner führte diese Arbeit fort.

## Politik
Brooks wurde zwölfmal in den Kongress gewählt und war ein Unterzeichner des Southern Manifesto. 1956 setzte er sich mit (68 zu 32 Prozent) gegen den Republikaner Calhoun Allen als Wahlmann durch. Brooks rief die Wähler dazu auf den Demokraten Adlai E. Stevenson aus Illinois in diesem Jahr bei der Präsidentschaftswahl in Louisiana zu unterstützen. Allen setzte sich für „Eisenhower“ ein.
In seiner letzten Amtszeit 1960, besiegte er seinen republikanischen Herausforderer Fred C. McClanahan (1918–2007) aus Shreveport mit 74 bis 26 Prozent der Stimmen. 1961 stimmte Brooks, zur Steigerung der Sitzanzahl des House Rules Committees, dem Sprecher des Repräsentantenhauses Samuel Taliaferro Rayburn zu, neue Abgeordnete zu ernennen. Mit dieser kontroversen Abstimmung kündigte Waggonner an, dass er Brooks 1962 bei den demokratischen Vorwahlen herausfordern würde. Dazu kam es nicht mehr.
Brooks war ein Mitglied der Masonic Freimaurerloge, den Shriners, den Elks, American Legion, den Kriegsveteranen und dem Kiwanis Club. Brooks starb an einem Herzinfarkt in Bethesda Naval Hospital in Bethesda, Maryland. Er wurde auf dem Forest Park Cemetery in Shreveport beerdigt. Er war ein Episkopianer.